# Aminosulfonato
Los aminosulfonatos o ácidos aminosulfónicos son análogos estructurales bioisósteros de los aminoácidos. Derivan de la sustitución alostérica del grupo carboxilato (que es plano) por el sulfonato (que es tetraédrico y mucho más voluminoso). Esta diferencia es la que los hace tan peculiares desde el punto de vista químico/bioquímico.  Actuando como antagonistas de aminoácidos, inhiben las enzimas involucradas en el metabolismo de los aminoácidos y, por lo tanto, afectan la actividad fisiológica de la célula. Los sulfonatos son más difíciles de hidrolizar que los sulfatos. Otros derivados también interesantes son los aminofosfonatos, que también serían análogos estructurales a los aminoácidos, pero por sustitución del grupo carboxilato por un grupo fosfonato. Un aminosulfonato muy conocido es la taurina, un ácido β-aminosulfónico.

## Usos y propiedades
Es bien sabido que los α-aminoácidos son componentes básicos de la vida y han encontrado una aplicación más amplia en la química orgánica, bioorgánica y medicinal, así como en otras áreas relacionadas. Sin embargo, el uso de péptidos en el descubrimiento de fármacos tiene algunos problemas, principalmente relacionados con su inestabilidad metabólica y problemas de biodisponibilidad. Por lo tanto, no es sorprendente que estén disponibles numerosos análogos de aminoácidos y péptidos (los llamados peptidomiméticos). Los principios de su diseño incluyen homologación (por ejemplo, β-aminoácidos), restricción conformacional, que introduce uno o más átomos de flúor o reemplazos isostéricos.
Aunque es un sustituto isostérico bastante cercano para la función carboxílica, el grupo sulfonato tiene varias características distintas. En primer lugar, tiene un valor de pKa mucho más bajo y, por lo tanto, está casi completamente ionizado a pH fisiológico (por ejemplo, para la taurina, pKa1=1,5-1,7, pKa2 = 9,0). Por lo tanto, el grupo sulfonato puede actuar explícitamente como resto aniónico y/o aceptor de enlace por puente de hidrógeno cuando interactúa con un objetivo biológico potencial (a diferencia del grupo carboxilo que puede protonarse bajo ciertas condiciones). Al estar ionizados en medios acuosos, los derivados de aminosulfonato en el grupo amino tienen una solubilidad acuosa mejorada. La idea de conjugar los compuestos de interés con los aminosulfonatos para mejorar su solubilidad en condiciones fisiológicas se origina en la naturaleza misma: los derivados de los ácidos biliares como los ácido taurocólico o taurodesoxicólico se conocen desde hace muchas décadas.

## Historia
El primer representante de los ácidos aminosulfónicos se encontró en la naturaleza hace casi dos siglos. En particular, el ácido β-aminoetanosulfónico, conocido como taurina, se aisló de la bilis de un buey (Bos Taurus) ya en 1827. Durante mucho tiempo, se creyó que era un producto final biológicamente inerte del metabolismo del azufre; Actualmente, la taurina se considera como el aminoácido "condicionalmente esencial" (a pesar de que no tiene una estructura clásica de aminoácidos y no se incorpora a las moléculas de proteína). La taurina se encuentra en la mayoría de los tejidos de mamíferos, parece tener múltiples funciones y juega un papel importante en muchos procesos fisiológicos, como la osmorregulación, la inmunomodulación y la formación de sales biliares.

## Ejemplos
El aminosulfonato más simple es el ácido amidosulfónico, aunque se trataría de un ácido inorgánico. Otros representantes orgánicos más simples de los aminosulfonatos, que también se conocen desde hace casi un siglo, son: el ácido α-aminometanosulfónico, el ácido α-aminoetanosulfónico y el ácido γ-aminopropanosulfónico u homotaurina, este último, un derivado biostérico del GABA.
También se ha encontrado el grupo aminosulfonato formando parte de diferentes biomoléculas como los azúcares y los lípidos, incluso en sustancias en estudio debido a su posible toxicidad, como los arsenoazúcares y arsenolípidos bastante habituales en algas y otros organismos marinos.